# Eduard Sigismund Loebell

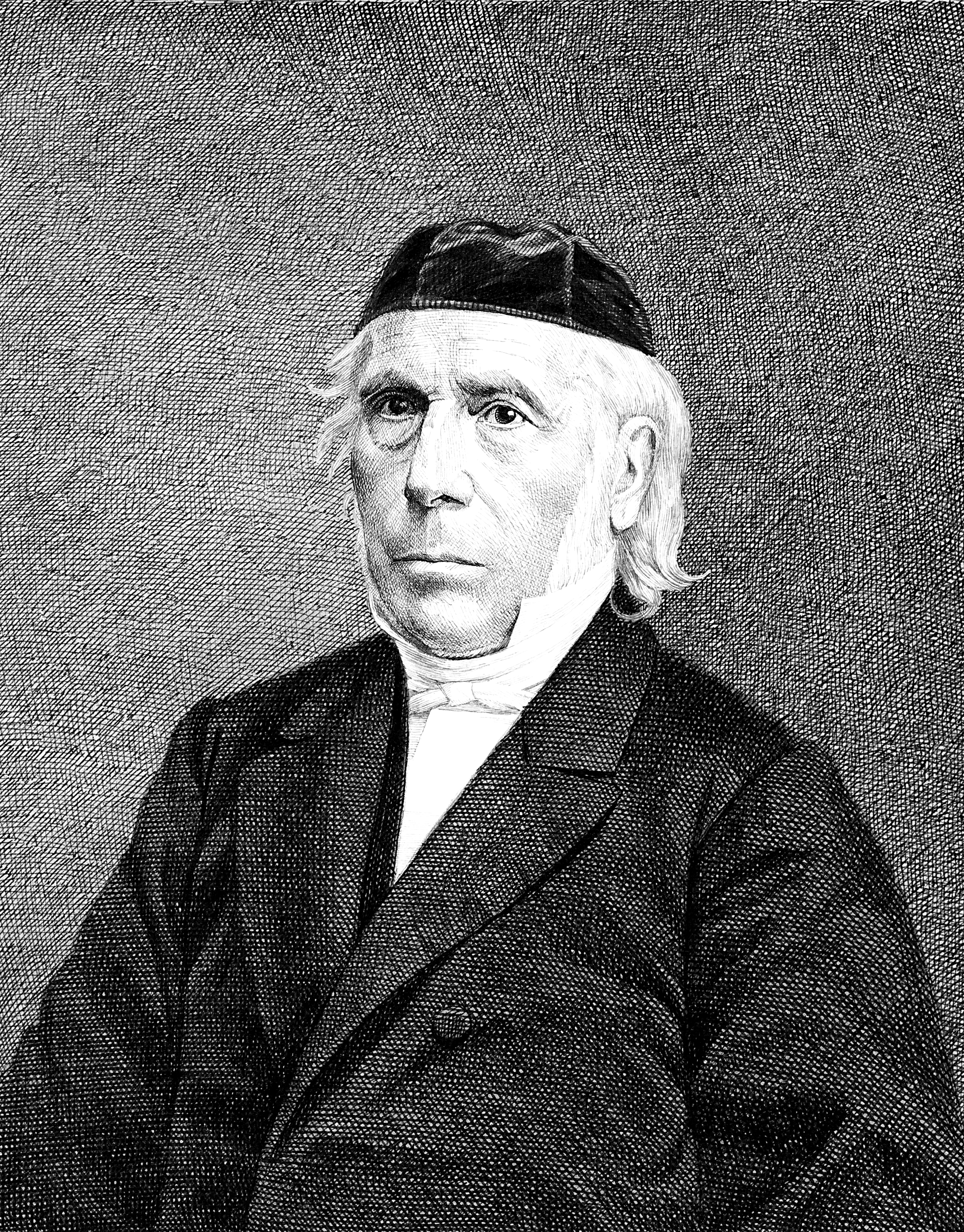
Eduard Sigismund Loebell

Eduard Sigismund Loebell (auch Löbell; * 22. März 1791 in Langfuhr; † 19. April 1869 in Marburg) war ein deutscher Rechtswissenschaftler und Hochschullehrer.

## Leben
Loebell war der Sohn eines Danziger Stadtchirurgen. Er nahm mit hervorragenden Zeugnissen ausgestattet ein Studium der Rechtswissenschaften und Philologie an der Universität Halle auf, an der er am  29. Februar 1812 mit der Dissertation Observationes ad Paulli Rec. Sent. lib. III. tit. VI §§ 3 B et 7 zum Dr. jur. promoviert wurde. Ab dem Sommersemester 1812 war er als Privatdozent für römisches Zivilrecht an der Universität Marburg tätig. Aufgrund der geringen Einnahmen war er daneben ab Sommer 1813 Präfekturrat in Marburg.
Loebell erhielt am 2. Juni 1815 eine außerordentliche Professur, am 27. März 1818 eine ordentliche Professur der Rechte an der Universität Marburg. 1834 wurde er wegen einer bevorstehenden Revision der Amtsgeschäfte des Vizekanzlers mit den Geschäften des Vizekanzlers der Universität Marburg beauftragt. Er war zwischen 1828 und 1861 insgesamt elfmal Dekan der Juristischen Fakultät und außerdem zwischen 1822 und 1834 dreimal Prorektor der Universität. Am 19. Januar 1843 wurde er dann zum Vizekanzler der Universität ernannt.
Lobell wurde am 1. April 1835 zum Oberappellationsrat im Kriminalsenat des Oberappellationsgerichts in Kassel ernannt, ließ sich aber bereits im Juli 1835 wieder von diesem Amt entbinden und war damit als solcher nicht tätig. In den Jahren 1851, 1852, 1855, 1858 und 1860 war er Mitglied der ersten Ständekammer der Kurhessischen Ständeversammlung, 1864 dann Mitglied der zweiten Ständekammer für die Stadt Marburg.

## Ehrungen
Loebell erhielt 1868 anlässlich des Jubiläums seines Ordinariats von der Philosophischen Fakultät der Universität Marburg die Ehrendoktorwürde (Dr. phil. h.c.) verliehen. Darüber hinaus trug er ab dem 27. März 1868 den Titel eines Geheimen Justizrates. Daneben war er Träger des Königlich-Preußischen Kronen-Ordens II. Klasse sowie Kommandeur II. Klasse des kurhessischen Wilhelmsordens.

## Publikationen (Auswahl)
- Observationes ad Paulli Rec. Sent. lib. III. tit. VI §§ 3 B et 7, 1812.
- Disquisitio de poena quam continet damni ex delicto illati reparatio, imprimis respectu act. ex lege Aquilia, 1823.
- Quaedam de usu et fructu, 1834.